# Musca melanoptera
Musca melanoptera är en tvåvingeart som först beskrevs av Gmelin 1790.  Musca melanoptera ingår i släktet Musca och familjen svävflugor. Inga underarter finns listade i Catalogue of Life.